# Eukleia
Eukleia (grek. Ευκλεια) var likt sin mor, sina systrar och sina mostrar en av chariterna  i grekisk mytologi. Hon var dotter till guden Hefaistos och gudinnan Aglaia. Hon hade tre systrar som hette Euthenia, Eupheme och Philophrosyne.